# Jacinta van Lint
Jacinta Van Lint (Albury, Australia, 17 de marzo de 1978) es una nadadora retirada especialista en estilo libre. Fue olímpica en los Juegos Olímpicos de Sídney 2000 donde consiguió una medalla de plata en la prueba de 4x200 metros libres tras nadar las series eliminatorias. Durante el Campeonato Mundial de Natación en Piscina Corta de 1999, consiguió la medalla de bronce en la misma prueba, tras nadar también las series eliminatorias.

## Palmarés internacional
| Juegos Olímpicos                                | Juegos Olímpicos    | Juegos Olímpicos  | Juegos Olímpicos |
| Año                                             | Lugar               | Medalla           | Prueba           |
| ----------------------------------------------- | ------------------- | ----------------- | ---------------- |
| 2000                                            | Sídney ( Australia) | Medalla de plata  | 4x200 m libres   |
| Campeonato Mundial de Natación en Piscina Corta |                     |                   |                  |
| 1999                                            | Hong Kong ( China)  | Medalla de bronce | 4x200 m libres   |